# Nitrogvanidin
Nitrogvanidin - ponekad skraćeno NGu, takođe nazvan pikrit - je bezbojno eksplozivno hemijsko jedinjenje, kristalna čvrsta supstanca koja nije direktno zapaljiva, koja ima veoma nisku eksplozivnu osetljivost i topi se na 257 °C (495 °F; 530 K) i raspada na 254 °C (489 °F; 527 K), ali zato ima veliku brzinu detonacije. Nitrogvanidin je izuzetno neosetljiv, ali moćan eksploziv, takođe se koristi u bezdimnom barutu gde smanjuje plamen na izlazu iz cevi i smanjuje eroziju cevi i burenceta.  Vlaženje sa > 20 tež.% vode utiče na desenzibilizaciju sa HD 1.1 na HD 4.1 (zapaljiva čvrsta supstanca). Nitrogvanidin se koristi kao energetski materijal, odnosno pogonsko gorivo ili visoko eksplozivno sredstvo, prekurzor za insekticide i za druge svrhe.
Nitrogvanidin je takođe organsko jedinjenje, koje sadrži 1 atom ugljenika i ima molekulsku masu od 104,068 .

## Istorija
Nitrogvanidin je prvi izumeo L. Jousselin 1877. godine. Oko Drugog svetskog rata počeo je da se koristi kao barut.

## Proizvodnja
Nitrogvanidin je sintetisan po prvi put 1877. godine nitracijom gvanidina, a zatim je sa velikim poteškoćama dobijen ekstrakcijom gvana. Od 1930-ih, industrijski se proizvodi dehidratacijom sumpornom kiselinom samog gvanidin nitrata dobijenog reakcijom cijanamida ili dicijandiamida i amonijum nitrata. ·  ·  Gvanidin nitrat se takođe može proizvesti iz ureje i amonijum nitrata sa silicijum-dioksidnim katalizatoromali u laboratoriji se može pripremiti od uree O=C(NH
2)
2 i sulfaminske kiseline H
3NSO
3 da bi se dobio gvanidin sulfat koji je naknadno nitrovan u nitrogvanidin.
Nitrogvanidin se proizvodi širom sveta u velikim razmerama počevši od reakcije dicijandiamida (DCD) sa amonijum nitratom da bi se dobila so gvanidinijum nitrata, koja se zatim nitrira tretmanom sa koncentrovanom sumpornom kiselinom na niskoj temperaturi.
[C(NH2)3]NO3   →    (NH2)2CNNO2  +  H2O
Nitrogvanidin se takođe može dobiti tretiranjem uree amonijum nitratom (preko BMA procesa). Međutim, zbog problema pouzdanosti i sigurnosti, ovaj proces nikada nije komercijalizovan uprkos svojim atraktivnim ekonomskim karakteristikama.

## Osobine
| Osobina                  | Vrednost |
| ------------------------ | -------- |
| Broj akceptora vodonika  | 3        |
| Broj donora vodonika     | 3        |
| Broj rotacionih veza     | 2        |
| Particioni koeficijent ( | 1,2      |
| Rastvorljivost (logS, log(mol/L))       | -0,3     |
| Polarna površina (PSA, Å2)  | 107,7    |

## Karakteristike
Nitrogvanidin je veoma neosetljiv i detonira tek nakon iniciranja detonatorom. Važni indikatori eksplozije su:
- Toplota eksplozije: 3062 kJ kg−1.[18]
- Temperatura detonacije: pri maksimalnoj gustini 2.530 °C (4.590 °F; 2.800 K)[19]
- Brzina detonacije: pri maksimalnoj gustini 8.546 m/s (28.040 ft/s)−1[18]
- Normalna zapremina gasa: 1075 l·kg−1.[20]
- Specifična energija: 932 kJ·kg−1.[20]
- Detonacioni pritisak: 29 GPa
- Temperatura detonacije: 2.540 °C (4.600 °F; 2.810 K)[19]
- Olovni blok: 305 cm3/10 g[20]
- Osetljivost na udar: do 50 Nm bez reakcije[21]
- Osetljivost na trenje: do 353 N opterećenje igle bez reakcije[21]
- Kritični prečnik pri gustini: pri gustini od 1,52 g/cm 3 < 14 mm[18]
- Ispitivanje čeličnog kućišta: sa graničnim prečnikom od 1 mm bez paljenja.[21]

Kao i kod svih eksploziva, brzina detonacije,  vD, nitrogvanidina raste sa njegovom gustinom. vD sledi sledeći zakon u opsegu od 0,3 do 1,78 g·cm−3: vD = 1,44 + 4,015 gustina [mm·µs−1] (pogledajte i sledeću grafiku)
Nitrogvanidin je jedan od jakih, ali teško detonirajućih eksploziva. Ovo objašnjava snažnu zavisnost brzine detonacije od prečnika. Punjenje gustine 0,95 g/cm3 ima brzinu detonacije od 4.340 m/s (14.240 ft/s) u cevi unutrašnjeg prečnika 20 mm.

## Sinteza
Nitrogvanidin se može dobiti dehidratacijom gvanidin nitrata koncentrovanom sumpornom kiselinom.
H
2N-C(=NH)-H
2N·HNO
3 → H
2N-C(-NH
2)=N-NO
2 + H
2O

## Reaktivnost
Nitrogvanidin postoji u vodenoj sredini u dva oblika u tautomernoj ravnoteži jedan sa drugim, naime nitroimino oblik (1-nitrogvanidin) i nitroaminski oblik (2-nitrogvanidin). I u čvrstoj fazi i u rastvoru preovlađuje imin oblik..
H
2N-C(-NH
2)=N-NO
2 ⇄ HN=C(-NH
2)-NH-NO
2

## Upotreba

### Eksplozivi
Nitrogvanidin je u upotrebi od 1930-ih kao sastojak pogonskih goriva sa trostrukom bazom u kojima smanjuje temperaturu plamena, bljesak otvora i eroziju cevi pištolja, ali zadržava pritisak u komori zbog visokog sadržaja azota. Njegova ekstremna neosetljivost u kombinaciji sa niskom cenom učinila ga je popularnim sastojkom u neosetljivim visokoeksplozivnim formulacijama (npr. AFX-453, AFX-760, IMX-101, AL-IMX-101, IMX-103, itd.).
Eksplozivno raspadanje nitrogvanidina je dato sledećom jednačinom:
H4N4CO2 (s) → 2 H2O (g) + 2 N2 (g) + C (s)

### Bezdimni prah (barut)
Nitrogvanidin se koristi kao komponenta u prahovima sa trostrukom bazom, odnosno na bazi nitroceluloze, nitroglicerina i amino derivata kao što je nitrogvanidin. Tamo se koristi za smanjenje temperature blica bez uticaja na pritisak detonacije. Nitrogvanidin se ugrađuje kao fina suspenzija u bezdimni prah koji sadrži nitrocelulozu, nitroglicerin i često centralit. Ovi prahovi su manje energetski gusti od prahova sa dvostrukom bazom, ali manje erodiraju cev pištolja..
Pod ovim uslovima, dodatak nitrogvanidina u prahu omogućava smanjenje plamena na otvoru cevi uprkos povećanom stvaranju dima. · .
Nitrogvanidin se takođe koristi u sastavu specifičnih takozvanih pudera niske osetljivosti (LOVA). Ova goriva ne deflagriraju ili detoniraju kada su podvrgnuta toploti ili udaru ili pogođena oblikovanim punjenjem i stoga su bezbednija. Nitrogvanidin zatim zamenjuje eksplozive kao što je HMX i vezuje se za vezivo kao što je nitroceluloza ili polivinil nitrat i plastifikatori.

### Pesticidi
Derivati nitrogvanidina se koriste kao insekticidi, koji imaju uporedivo dejstvo sa nikotinom. Derivati uključuju klotianidin, dinotefuran, imidakloprid i tiametoksam.

### Biohemija
Nitrozoilovani derivat, nitrozogvanidin, se često koristi za mutageizaciju bakterijskih ćelija za biohemijske studije.

## Struktura
Nakon nekoliko decenija debate, NMR spektroskopijom i difrakcijom rendgenskih zraka i neutrona moglo bi se potvrditi da nitrogvanidin postoji isključivo kao nitroimin tautomer i u čvrstom stanju i u rastvoru.

## Literatura
- Clayden, Jonathan; Greeves, Nick; Warren, Stuart; Wothers, Peter (2001). Organic Chemistry (I изд.). Oxford University Press. ISBN 978-0-19-850346-0.
- Smith, Michael B.; March, Jerry (2007). Advanced Organic Chemistry: Reactions, Mechanisms, and Structure (6th изд.). New York: Wiley-Interscience. ISBN 0-471-72091-7.
- Katritzky A.R.; Pozharskii A.F. (2000). Handbook of Heterocyclic Chemistry (Second изд.). Academic Press. ISBN 0080429882.